# Libelle (мотоколяска)
Libelle — австрийская трёхколёсная мотоколяска, единственная модель завода Libelle Fahrzeugbau- und Vertriebsgesellschaft GmbH, производившаяся в Инсбруке два года, с 1952 до самого закрытия завода в 1954 году. Всего было произведено 40 экземпляров. Одна из сохранившихся мотоколясок находится в музее скутеров RRR Roller, Rollermobile & Wurlitzer в Эггенбурге.

## Описание
Открытая (без дверей) двухместная трёхколёсная мотоколяска с одним колесом сзади. Одноцилиндровый двухтактный двигатель Rotax мощностью 199 куб. см и 8,5 лошадиных сил (6,25 кВт). Автомобиль имел четырёхступенчатую коробку передач. Максимальная скорость была установлена на уровне 80 км/ч, преодоление подъёмов — 28%, расход топлива — 3 литра на 100 км.

## Галерея
- Вид спереди
- Вид сбоку
- Libelle 1954 года выпуска с мягкой крышей